# Ansonville (Karolina Północna)
Ansonville – miasto w Stanach Zjednoczonych, w stanie Karolina Północna, w hrabstwie Anson.